# Prionognathodus
Genre
Synonymes
Prionognathus Pander, 1856
Prionognathodus est un genre éteint de conodontes, appartenant au clade des Prioniodontida, ou « conodontes complexes », à l'ordre des Prioniodinida et à la famille des Prioniodinidae.  

## Espèces
- †Prionognathodus brandtii (Pander, 1856)